# Czepielowice
Czepielowice is een dorp in de Poolse woiwodschap Opole. De plaats maakt deel uit van de gemeente Lubsza en telt 800 inwoners.